# پیر فاسناخت
پیر فاسناخت (انگلیسی: Pierre Fassnacht؛ زادهٔ ۲۶ ژانویهٔ ۱۹۹۶) بازیکن فوتبال اهل آلمان است.
از باشگاه‌هایی که در آن بازی کرده‌است می‌توان به باشگاه فوتبال اولم ۱۸۴۶ اشاره کرد.
وی همچنین در تیم ملی فوتبال جوانان آلمان بازی کرده‌است.